# Trude Fleischmann
Trude Fleischmann (Viena, 22 de diciembre de 1895 – Nueva York, 21 de enero de 1990) fue una fotógrafa estadounidense, que después de convertirse en una fotógrafa de la Sociedad Fotográfica de Viena en 1920, se estableció en Nueva York a partir de 1940.

## Trayectoria
Nació en Viena en diciembre de 1895. Fleischmann fue la segunda de tres hijos de una familia judía. Después de terminar el instituto,  estudió un semestre de Historia del Arte en París, y tres años de fotografía en Escuela de fotografía del Estado de Baviera, en Viena. Trabajó durante un corto tiempo como aprendiz de la fotógrafa austríaca, Dora Kallmus en el Dora Kallmus' Atelier d'Ora, y un periodo más largo como fotógrafa de Hermann Schieberth.
En 1919, se unió a la Sociedad Fotográfica de Viena. Un año después, en 1920, a la edad de 25 años, Fleischmann abrió su propio estudio cerca del Ayuntamiento de Viena. Sus placas fotográficas se beneficiaron de su uso cuidadoso de la luz artificial difusa. Fotografió a celebridades de la música y del teatro, su trabajo se publicó en revistas como Dado Bühne, Moderne Welt, 'Welt und Modo y Uhu, y fue representada por la Agentur Schostal. Además de retratos de Karl Kraus y Adolf Loos, en 1925 fotografió una serie de desnudos de la bailarina alemana, Claire Bauroff, que la policía confiscó cuando las fotos se mostraron en un teatro de Berlín, trayéndole fama internacional. Fleischmann animó a otras mujeres para que se convirtieran en fotógrafas profesionales..
Con el Anschluss en 1938, Fleischmann se vio forzada a dejar el país. Primero se mudó a París, luego a Londres y finalmente, junto con su antigua estudiante y compañera, Helen Post, en abril de 1939 a Nueva York. En 1940, abrió un estudio en la Calle West D 56.ª cerca de Carnegie Hall, que dirigía con Frank Elmer quién también había emigrado de Viena. En esta etapa, además de retratar escenas de la ciudad de Nueva York, fotografió a celebridades y a inmigrantes notables, como: Albert Einstein, Eleanor Roosevelt, Oskar Kokoschka, Lotte Lehmann, Otto von Habsburg, Richard von Coudenhove-Kalergi, Wilhelm Furtwängler o Arturo Toscanini. También trabajó como fotógrafa de moda en revistas como Vogue. Estableció una amistad cercana con la fotógrafa estadounidense, Lisette Model..
Cuando se jubiló en 1969, Fleischmann se trasladó a Lugano, Suiza. Después de una grave caída en 1987, volvió a los Estados Unidos, donde vivió con su sobrino, el pianista Stefan Carell, en Brewster, Nueva York, hasta su muerte el 21 de enero de 1990.

## Reconocimientos
El trabajo de Fleischmann fue exhibido en el Museo de Viena, de enero a mayo de 2011, en una exposición titulada "Trude Fleischmann: Der sebstbewusste Blick". Además, algunas de sus obras están expuestas en otros museos, como el MoMA, la Neue Galerie New York, el Museo Metropolitano de Arte, la Galería Nacional de Canadá, o el Mumok.